# Periophthalmus barbarus
A Periophthalmus barbarus a csontos halak (Osteichthyes) főosztályának a sugarasúszójú halak (Actinopterygii) osztályába, ezen belül a sügéralakúak (Perciformes) rendjébe, a gébfélék (Gobiidae) családjába és az iszapugró gébek (Oxudercinae) alcsaládjába tartozó faj.
A Periophthalmus halnem típusfaja.

## Előfordulása
A Periophthalmus barbarus előfordulási területe főleg Afrika nyugati partján terül el, Szenegál és Angola között. Továbbá fellelhető São Tomé és Príncipe partjain is. A Csendes-óceán nyugati felén levő Guam szigeten is van állománya.

## Megjelenése
Ez a halfaj legfeljebb 25 centiméter hosszú; de már 9 centiméteresen felnőttnek számít. A szemei magasan kiállnak a fejéből és egymáshoz közel vannak. Két, különálló hátúszója van; az első magas és 11 mozgatható tüske van rajta. A mellúszókhoz hosszú izomnyúlvány kapcsolódik. A hasúszók tövei összenőttek. A farokúszó alsó részének a sugarai rövidebbek, tompa megjelenést kölcsönözve. A testszíne barnás sötétebb sávokkal; a hasi része világosabb. A hátúszók közepe felé egy-egy széles, vízszintes, sötét sáv húzódik; e sávok alatt, illetve fölött világosabb színek vannak. Egy hosszanti sorban 86-107 pikkely látható.

## Életmódja
Trópusi halfaj, amely egyaránt megél az édes-, sós- és brakkvízben is. Az oxigént képes, egyenesen a levegőből kivenni, azzal a feltétellel, ha nedvesek a kopoltyúi és a bőre. A 25-30 Celsius-fokos vízhőmérsékletet kedveli. Főleg a mangroveerdőkben a folyótorkolatokban él. A kifejlett halak főleg ízeltlábúakkal táplálkoznak, mint például: rákokkal és rovarokkal; de az Avicennia germinans nevű mangrovenövény is szerepel az étrendjükben.

## Szaporodása
Az ikráit az iszapba vájt üregbe rakja le.

## Felhasználása
Az élőhelyén levő emberek táplálkozási célokból halásszák ezt az iszapugró gébet. A városi akváriumok szívesen tartják.

## Képek

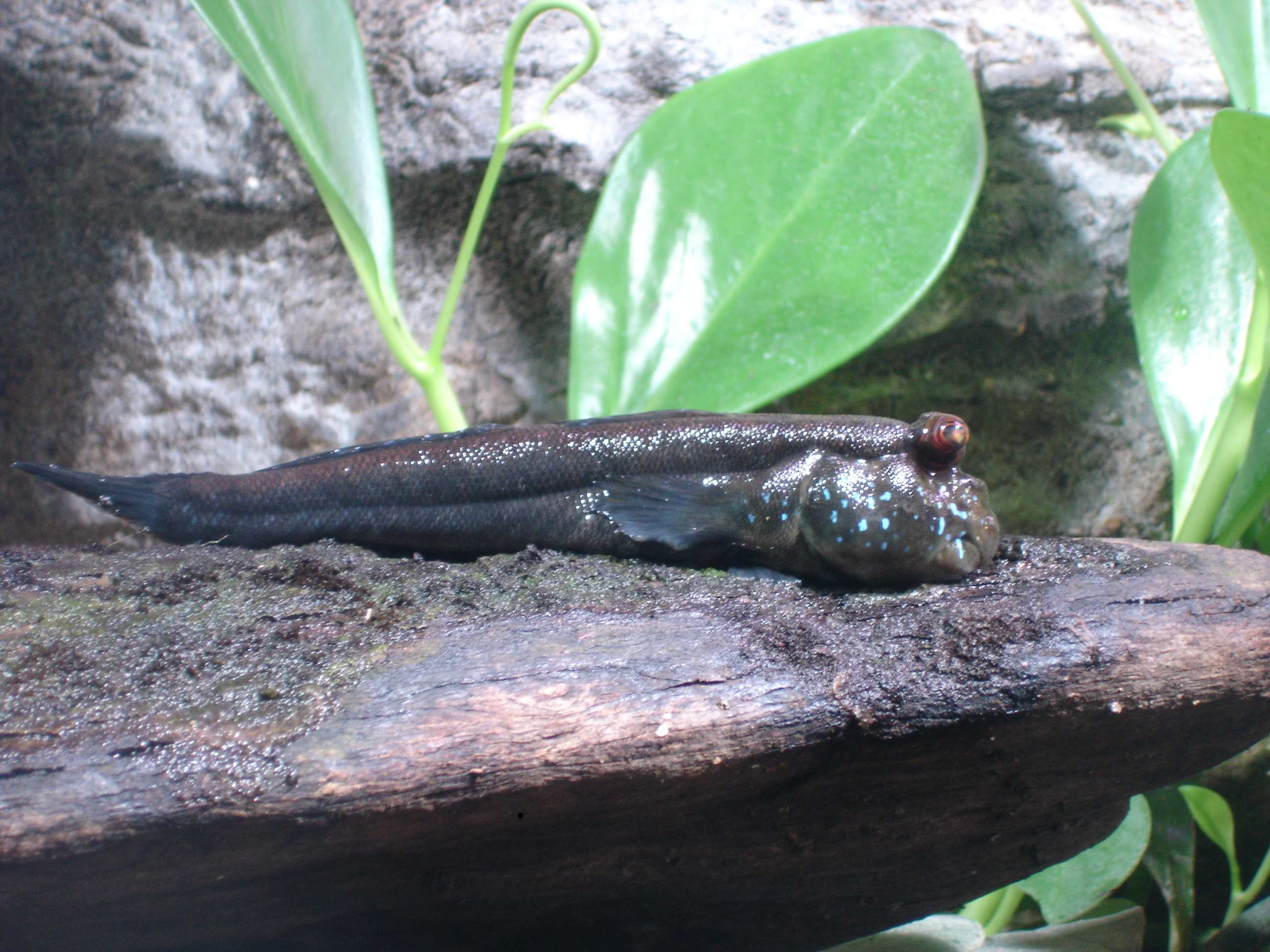
Ez a halfaj
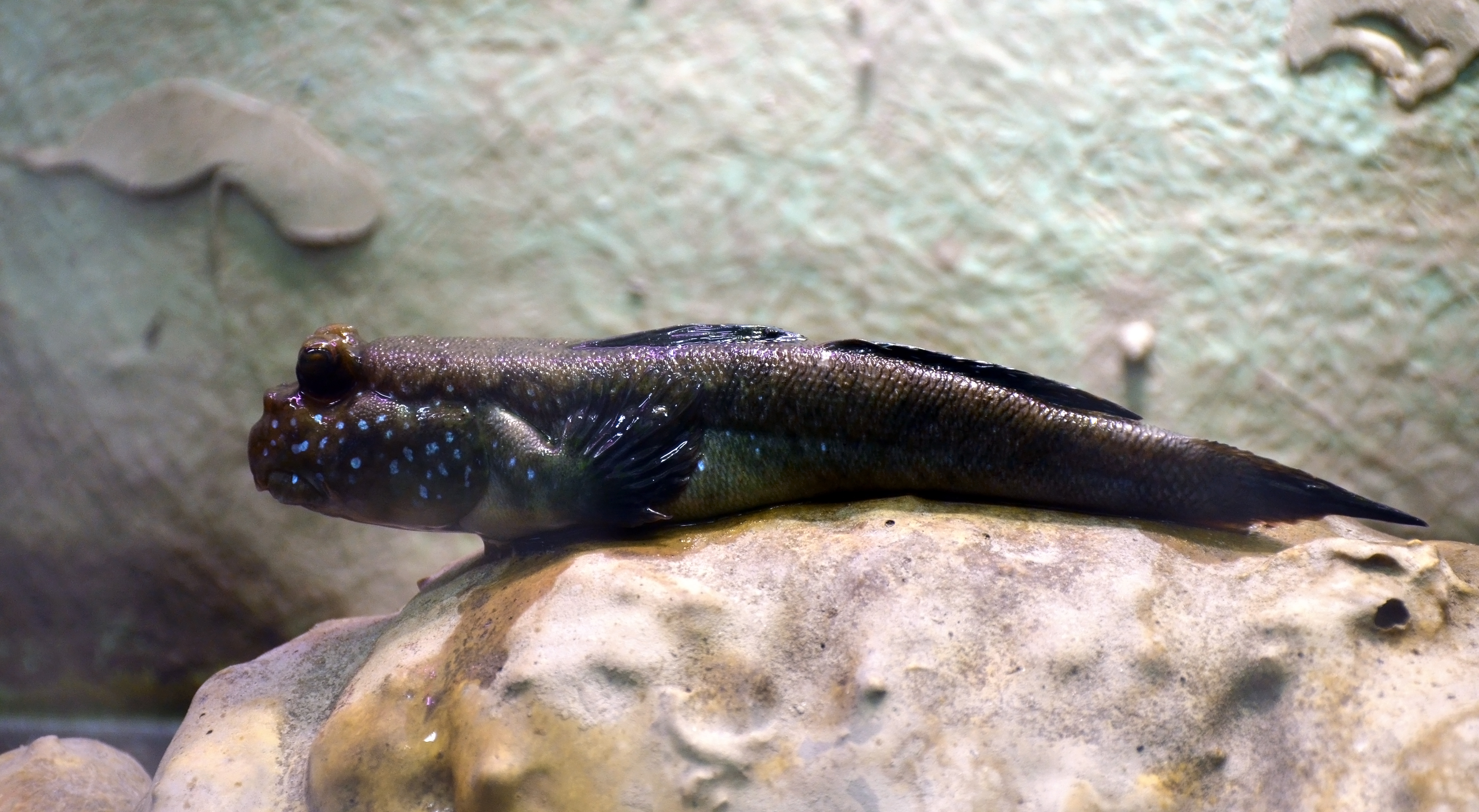
különböző
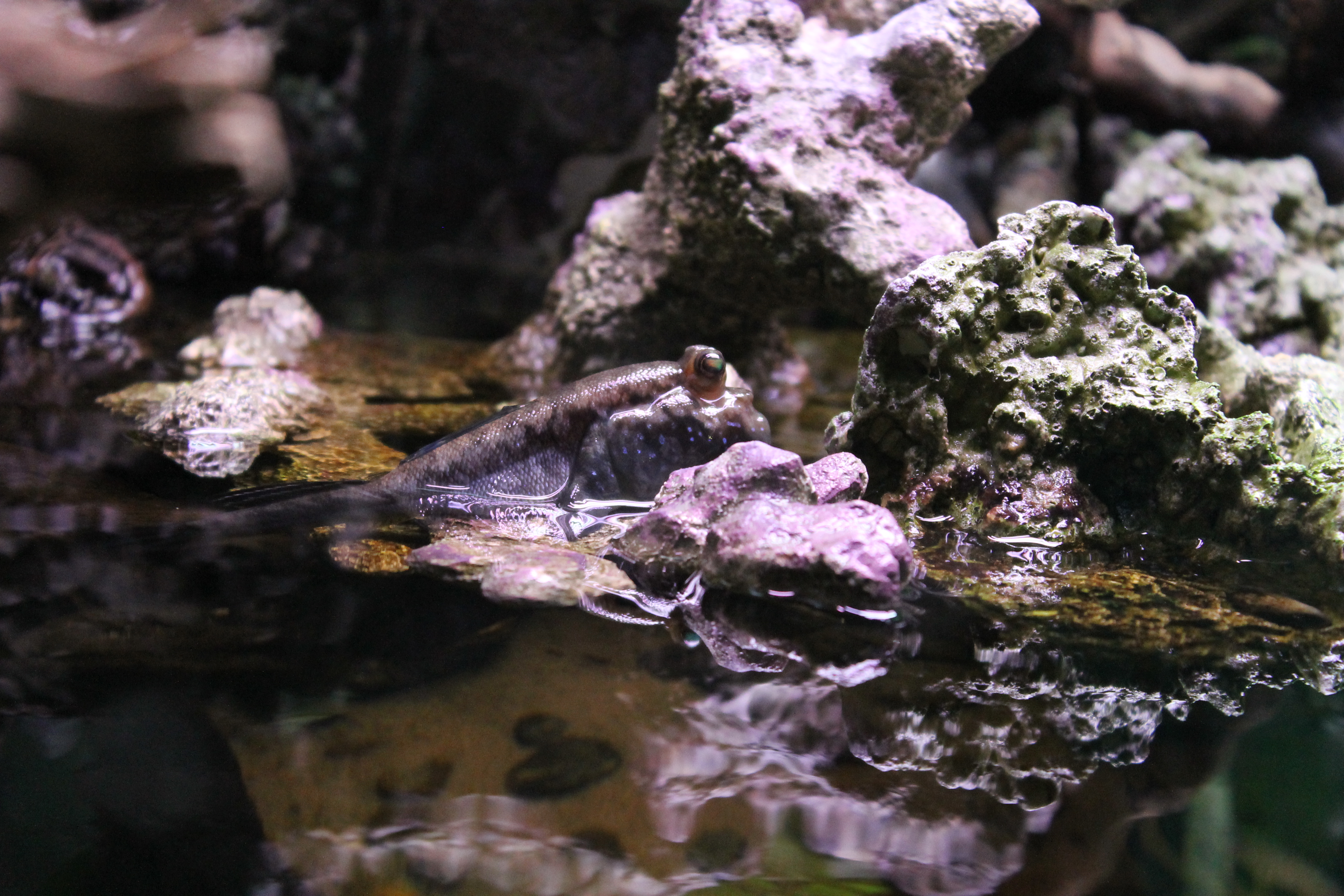
akváriumokban
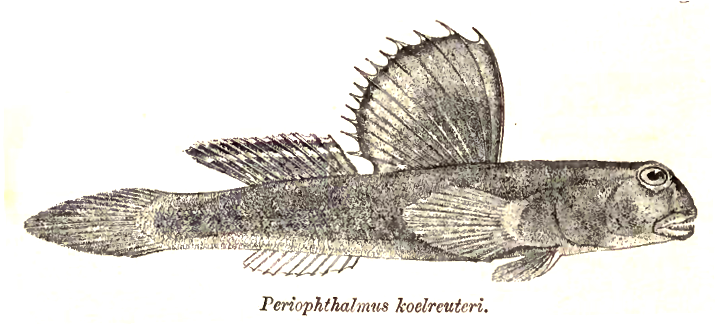
Régi rajz a halról